# درسة بيضاء القنة
الدرسة بيضاء القنة (Emberiza stewarti) هي طائر من عائلة العنبريات. توجد في أفغانستان والهند وإيران وكازاخستان وقيرغيزستان ونيبال وباكستان وطاجكستان وتركمانستان وأوزبكستان. موطنه الطبيعي هو الغابات الشمالية وأراضي الشجيرات الشمالية والأراضي العشبية معتدلة المناخ.